# Glochidion bullatissimum
Glochidion bullatissimum är en emblikaväxtart som beskrevs av Airy Shaw. Glochidion bullatissimum ingår i släktet Glochidion och familjen emblikaväxter. Inga underarter finns listade i Catalogue of Life.